# Piano à quatre mains
 (mars 2023).
Si vous disposez d'ouvrages ou d'articles de référence ou si vous connaissez des sites web de qualité traitant du thème abordé ici, merci de compléter l'article en donnant les références utiles à sa vérifiabilité et en les liant à la section « Notes et références ».

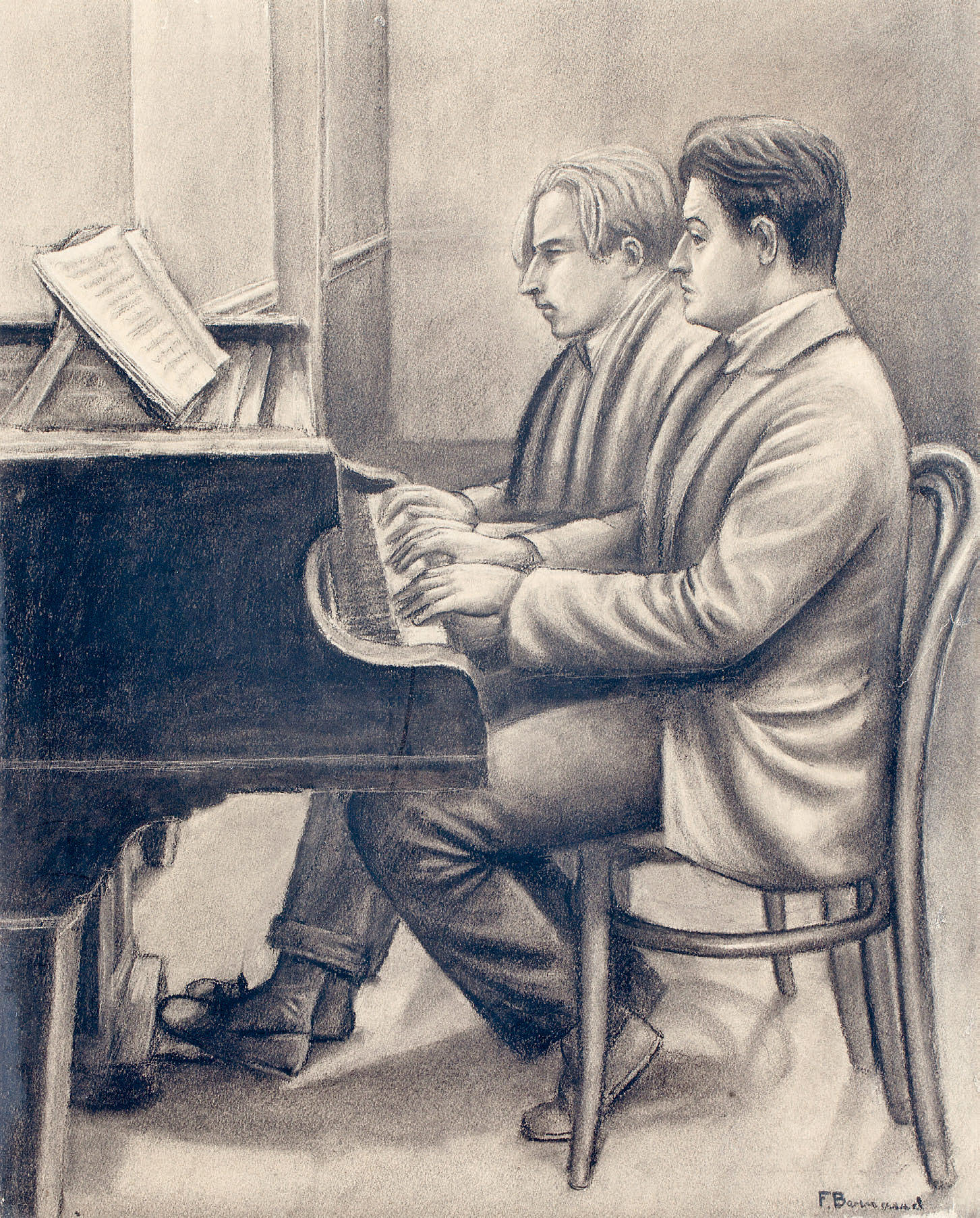
François Barraud : François Barraud et Albert Locca au piano.

Le piano à quatre mains est une forme spécifique de jeu pianistique : deux interprètes jouent sur le même instrument. Lorsque deux pianistes jouent sur deux pianos différents, cela s'appelle un duo de pianos.

## Format des partitions
La musique pour piano à 4 mains se présente sous la forme de quatre portées, avec deux portées pour le pianiste jouant les notes aigües (côté droit du piano, partie nommée Prima, avec généralement les deux portées écrites en clé de sol) et deux portées pour le pianiste jouant les notes graves (côté gauche du piano, partie nommée Seconda), avec généralement les deux portées écrites en clé de fa).
Les partitions existent dans deux formats : soit les quatre portées sont superposées, soit (plus fréquemment) les parties sont dissociées, avec la partie pour le musicien de droite sur les pages de droite (et de même pour le pianiste de gauche). Dans ce cas, les partitions peuvent être au format standard "portrait" ou bien souvent en format "paysage".

## Répertoire

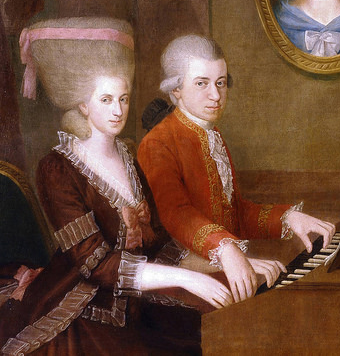
Wolfgang Amadeus Mozart et sa sœur Maria Anna Mozart jouant à quatre mains, 1780.

### Œuvres originales
Le premier, probablement, à avoir écrit pour piano à 4 mains a été Mozart, avec des sonates (K.19d, 381, 497, 521, et 357 (inachevée), un magnifique cycle de variations en sol Majeur K.501, la fugue  K.401, et les deux fantaisies K.594 et 605). Franz Schubert est celui qui a le plus écrit pour piano à 4 mains. On lui doit de nombreux chefs-d'œuvre, notamment la fantaisie en fa mineur D. 940, le divertissement à la hongroise D. 818, les variations en la bémol Majeur D.813, et de nombreuses danses, ländler, valses, écossaises... On peut citer aussi les seize valses pour piano à quatre mains et les danses hongroises de Johannes Brahms, la suite Dolly de Gabriel Fauré et Ma mère l'Oye de Maurice Ravel.  Autres œuvres notoires : les danses slaves d'Antonin Dvorák, les épigraphes antiques de Debussy, les reflets d'orient opus 66 de Robert Schumann.

### Arrangements
Au XIXe siècle, quasiment toutes les œuvres orchestrales étaient systématiquement réduites et arrangées pour être jouées à quatre mains, de même qu'une partie du répertoire de musique de chambre (certains quatuors à cordes par exemple).
Au XXe siècle, Igor Stravinsky a lui-même transcrit pour piano à quatre mains Le Sacre du printemps et Petrouchka.